# Ryan Conner
Ryan Conner (Santa Ana, 12 febbraio 1971) è un'attrice pornografica statunitense.

## Biografia
Ryan Conner, il cui nome alla nascita è Deborah Hinkle, è nata nella città californiana di Santa Ana nel 1971. Dopo aver divorziato dal suo primo marito e essersi allontanata dalla sua famiglia, ha iniziato a lavorare come ballerina in uno strip club.
La sua carriera come attrice nell'industria del cinema per adulti è iniziata nel 1999, all'età di 28 anni.
Nel 2006 ha deciso di ritirarsi temporaneamente dal mondo del film per adulti, per poi farvi ritorno nel 2015, diventando una delle attrici della categoria MILF più note.
Nel 2016 ha ricevuto una candidatura come MILF/Cougar Entertainer of the Year agli AVN Awards e l'XRCO come Best Cumback. Nel 2022 è stata inserita nella Hall of Fame del cinema per adulti dagli AVN Award.

## Riconoscimenti
- AVN Awards
  - 2022 – Hall of Fame[7]
- XRCO Award
  - 2016 – Best Cumback[8]